# کاخ زعفران
کاخ زعفران (انگلیسی: Zaafarana palace) در قاهره، مصر واقع شده‌است که به عنوان دانشگاه عین الشمس مورد استفاده است.

## تاریخچه
کاخ زعفران، که در زمان خدیو اسماعیل ساخته شده، در منطقه عباسیه قرار گرفته‌است و علت نامگذاری آن به زعفران به سبب وجود زمینهای کشت زعفران در این مکان است. کاخ مذکور که در دو هکتار در باغی به مساحت چهل هکتار واقع شده‌است، در سال ۱۹۲۵ به عنوان مقر مدیریت دانشگاه مصر (قاهره کنونی) اختصاص یافت تا اینکه به مکان کنونیش واقع در الجیزه نقل مکان کرد و دانشگاه عین الشمس (ابراهیم پاشای سابق) در سال تحصیلی ۵۲–۱۹۵۳ به این قصر منتقل گردید. دیری نپایید که روشن شد این قصر جای مناسبی برای تحصیل دانشجویان، که عمدتاً از قشرهای مختلف و پایین جامعه‌اند، نیست؛ لذا مقرر شد این کاخ به دفتر ریاست و مدیریت دانشگاه اختصاص یابد و کلاسهای درس به مکان دیگری منتقل گردد.

## نگارخانه

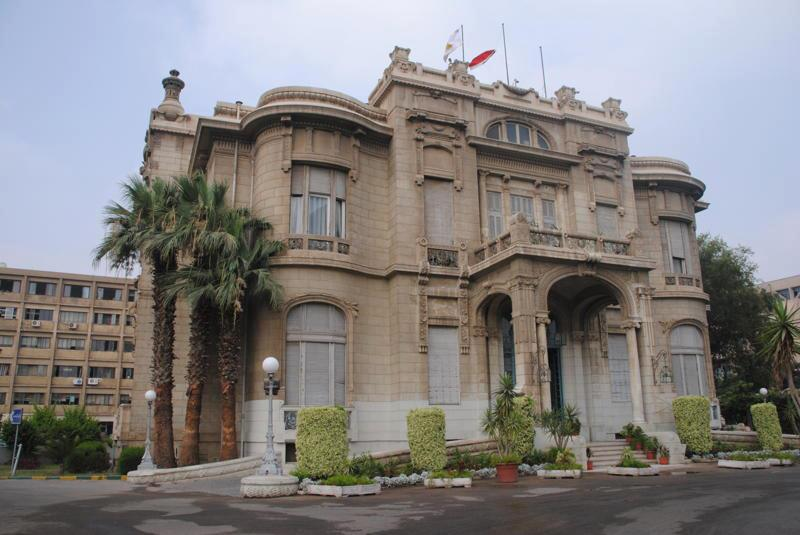